# Estragon
Estragon (Artemisia dracunculus), veraltet auch Dragon bzw. Dragun genannt, ist eine Pflanzenart aus der Gattung Artemisia innerhalb der Familie der Korbblütler (Asteraceae). Sie wird als Heil- und Gewürzpflanze verwendet.

## Beschreibung

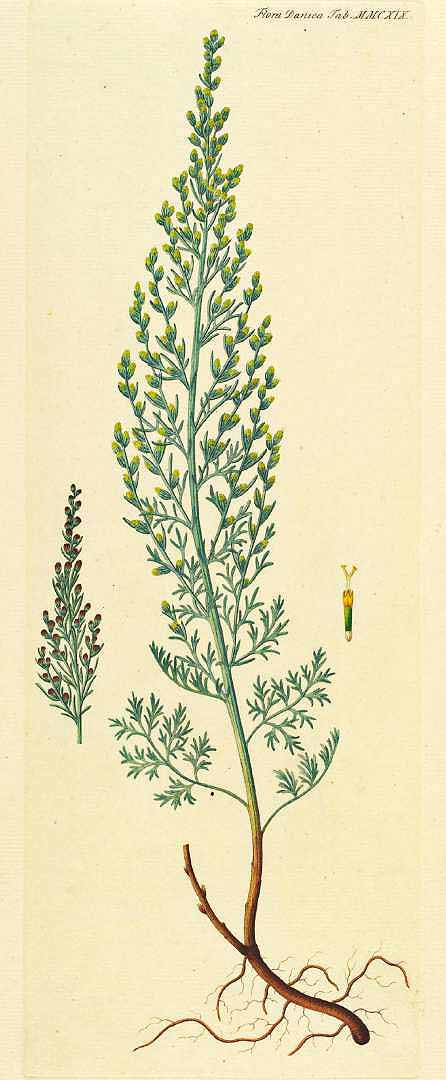
Illustration aus G. C. Oeder et al: Flora Danica, Fasicle 36, Tafel 2119

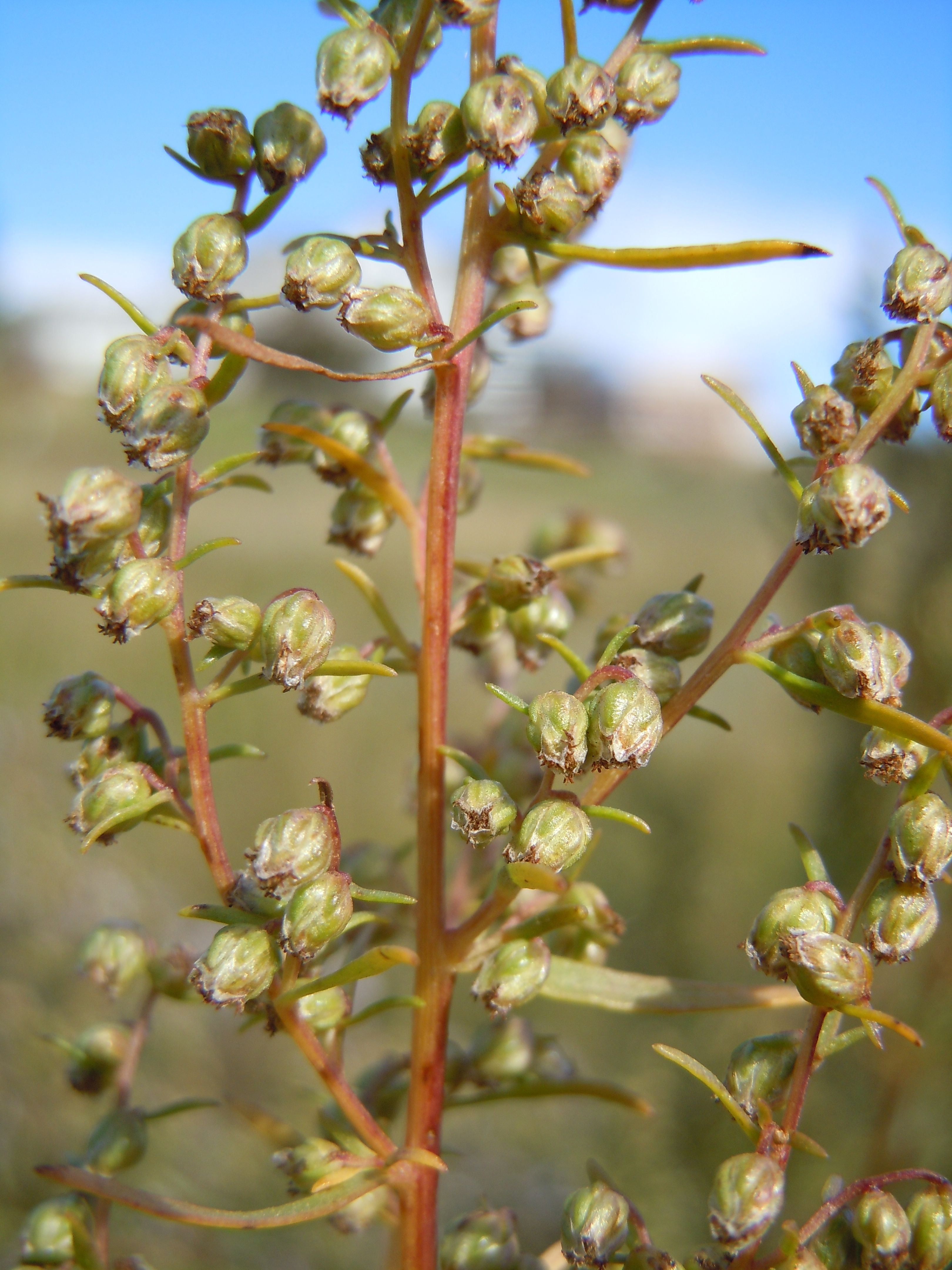
Blütenkörbchen

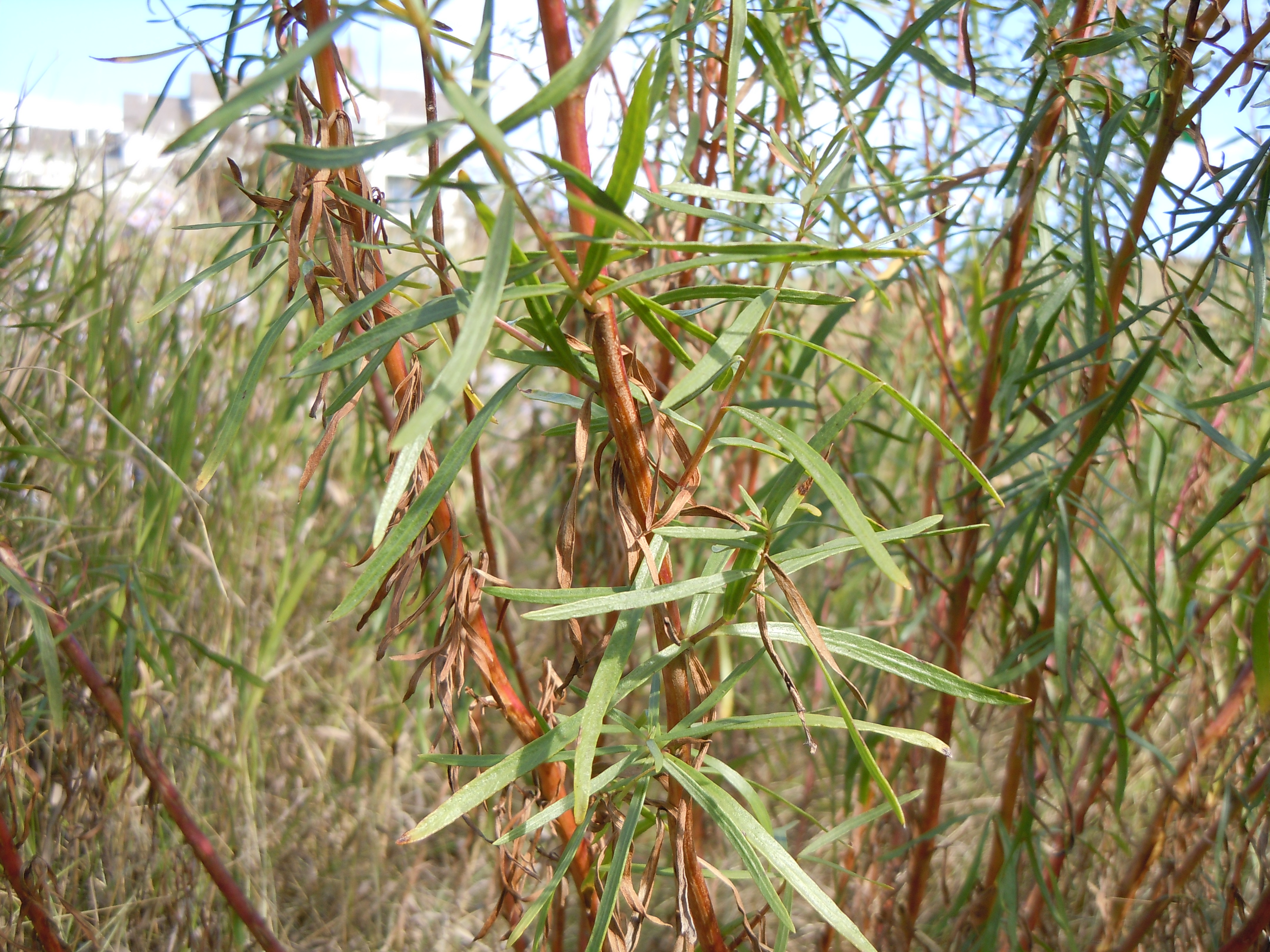
Stängel mit Laubblättern

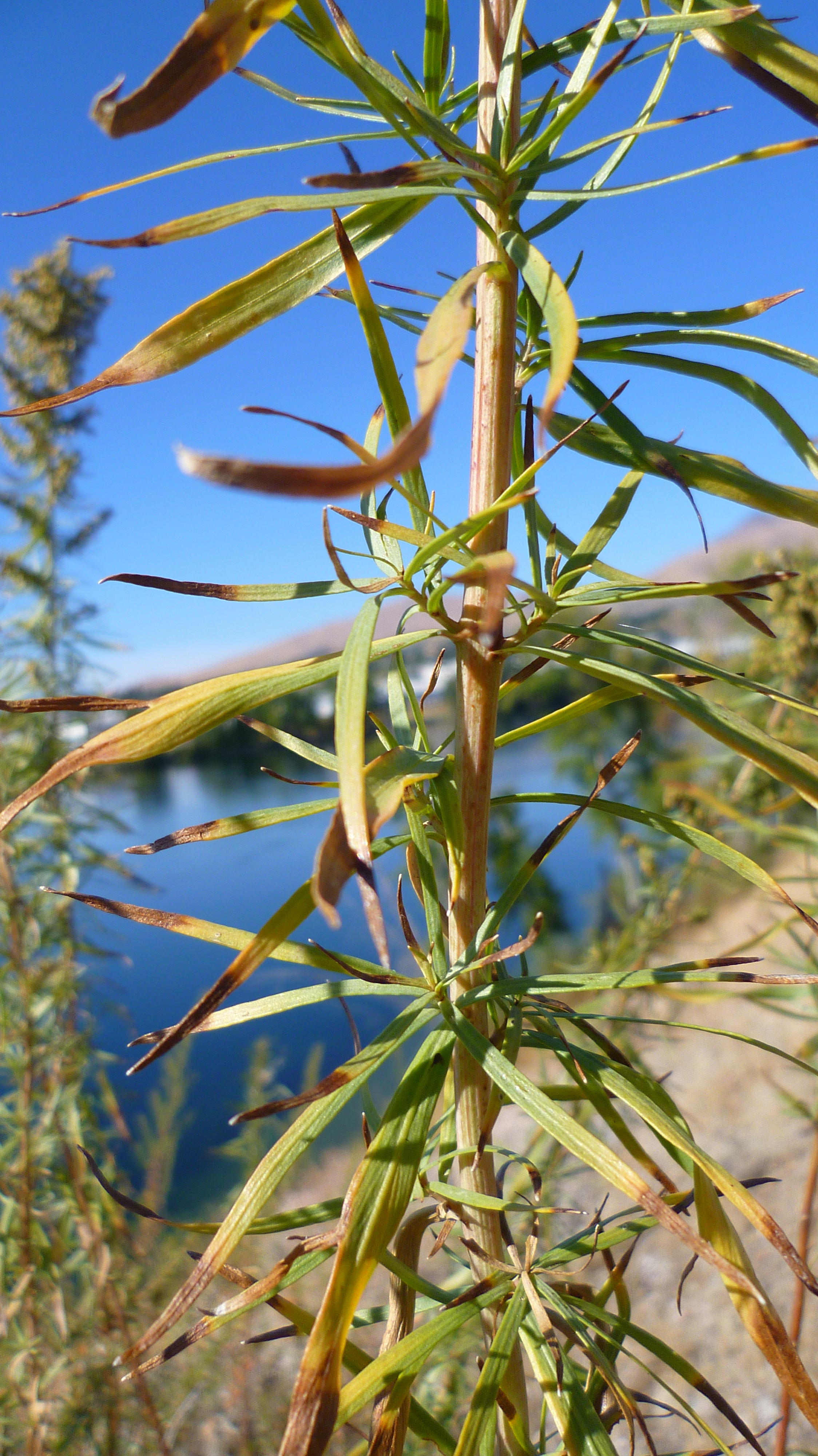
Stängel mit Laubblättern

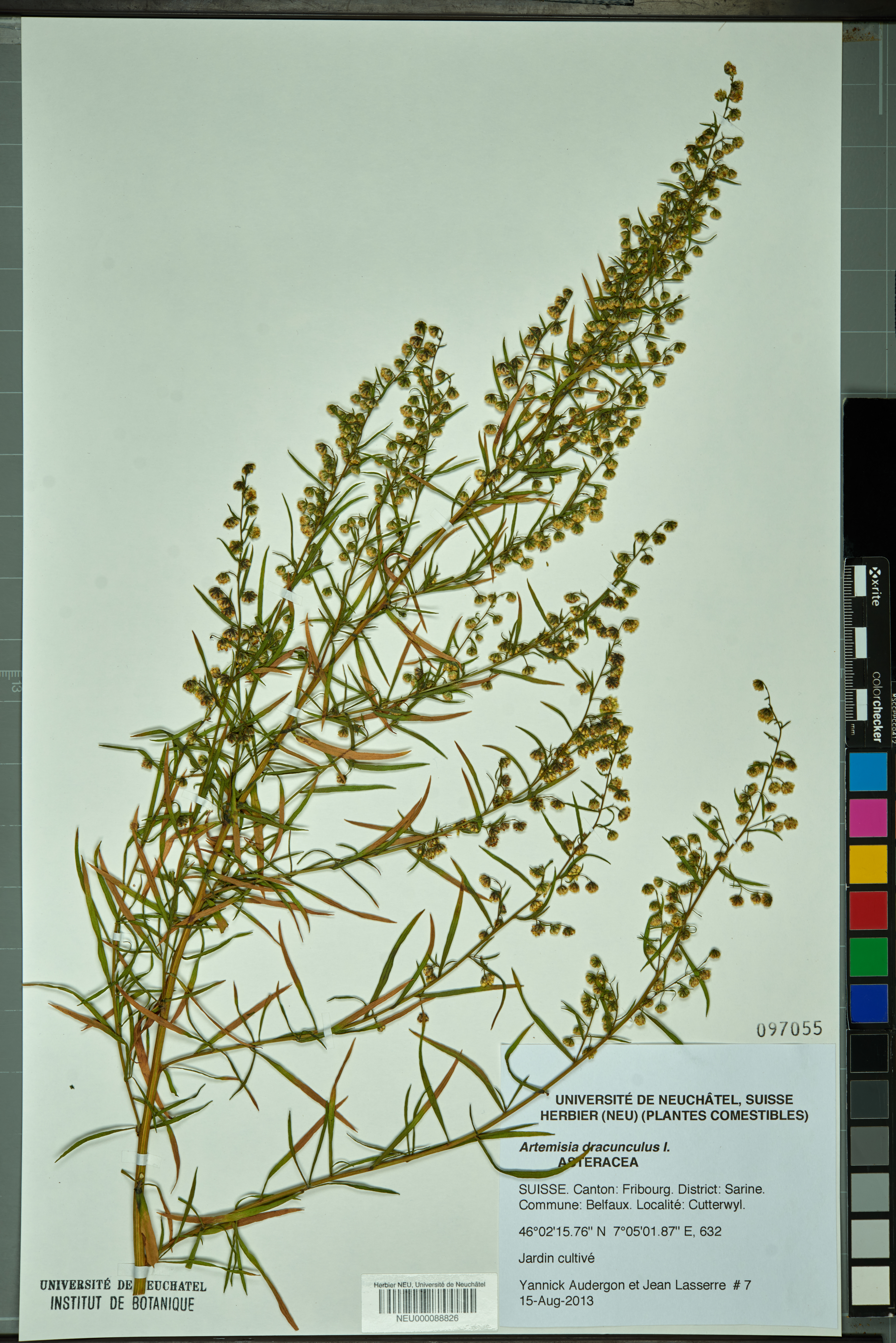
Herbarbeleg mit Gesamtblütenstand und Blütenkörbchen

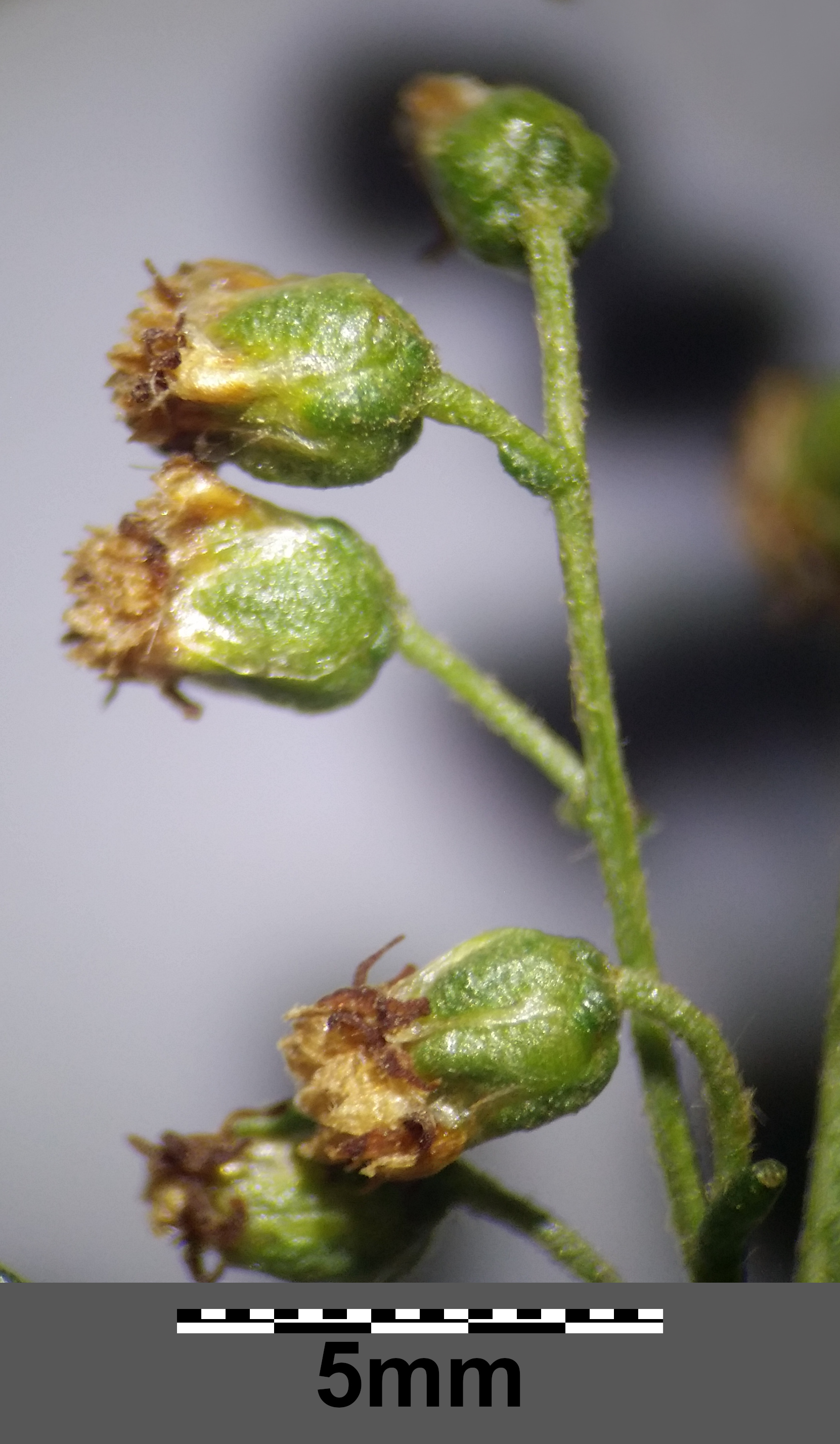
Ausschnitt eines Blütenstandes mit Blütenkörbchen

### Vegetative Merkmale
Estragon ist eine ausdauernde krautige Pflanze oder ein Halbstrauch und erreicht Wuchshöhen von meist 60 bis 120 (20 bis 200) Zentimetern. An einem Pflanzenexemplar entwickeln sich meist zahlreiche, steif aufrechte, rispig verzweigte Stängel, deren Oberfläche grün bis braun oder rötlich-braun und kahl ist. Die Rhizome können verholzt sein. Die Basis der Stängel kann mehr oder weniger verholzen. Die oberirdischen Pflanzenteile sind aromatisch, jedoch gibt es auch Populationen, die nicht duften. Die oberirdischen Pflanzenteile sind dicht bis spärlich flaumig bis wollig behaart und manchmal verkahlen sie später.
Die zahlreichen Laubblätter sind mehr oder weniger sitzend. Die meist einfache, kahle bis schwach behaarte Blattspreite ist bei einer Länge von meist 2 bis 7 (1,5 bis 10) Zentimetern sowie einer Breite von meist 2 bis 6 (1 bis zu 10) Millimetern mehr oder weniger schmal linealisch bis lanzettlich oder linealisch-lanzettlich bis elliptisch-lanzettlich mit verschmälerter Basis und ganzrandig oder schwach gesägt. Nur die untersten bis mittleren Laubblätter sind manchmal am oberen Ende zwei- oder dreispaltig oder sie sind manchmal fiederspaltig.

### Generative Merkmale
In einem allseitswendigen, bis zu 10 Zentimeter lang verzweigten, traubenähnlichen, rispigen Gesamtblütenstand befinden sich locker angeordnet viele waagerecht abstehende bis hängende, nickende, die Körbchenschäfte sind mit einer Länge von etwa 5 Millimetern relativ kurz oder die relativ kleinen körbchenförmige Teilblütenstände sind sitzend. Die laubblattähnlichen Tragblätter bei einer Länge von 5 bis 30 Millimetern sowie einer Breite 1 bis 2 Millimetern linealisch bis lanzettlich. Die Blütenkorbhülle (Involucrum) ist bei einer Höhe von 2 bis 3 Millimetern und einem Durchmesser von 2 bis 5 Millimetern fast kugelig, eiförmig oder halbkugelig. Die hell-braunen Hüllblätter sind kahl mit trockenhäutigem Rand, die äußeren sind länglich bis lanzettlich die inneren sind kreisförmig-länglich. Die diskusförmigen Blütenkörbchen weisen einen Durchmesser von 2 bis 3,5 Millimetern auf und enthalten nur wenige Blüten. Die kahlen äußeren Hüllblätter sind größtenteils grün, länglich-elliptisch und breit hautrandig; die inneren sind eiförmig und schmal hautrandig.
Alle Blüten sind Röhrenblüten und grünlich-gelb. Die meist sechs bis zehn, selten 15 bis sogar 25 randlichen Blüten sind weiblich und die vier bis 14 selten bis zu 20 inneren Blüten sind scheinbar zwittrig aber meist funktional männlich. Die Blütenkronen sind gelblich und 1,8 bis 2 Millimeter lang; es können wenige Drüsen vorhanden sein. Die Blütenkronen der weiblichen Blüten sind 0,5 bis 1 Millimeter lang und drüsig. Die Blütenkronen der inneren Blüten sind bei einer Länge von 2 bis 2,5 Millimetern glockenförmig. Der Griffel ist kaum erkennbar in zwei Griffeläste geteilt.
Die kahlen Achänen sind bei einer Länge von 0,5 bis 0,8 Millimetern länglich, verkehrt-eiförmig oder verkehrt-eiförmig-ellipsoid und es sind undeutlich Nerven erkennbar.

### Chromosomensatz
Die Chromosomengrundzahl beträgt x = 9; es liegen unterschiedlich Ploidiestufen vor mit Chromosomenzahlen von 2n = 18, 36, 54, 72 oder 90.

## Ökologie und Phänologie
Beim Estragon handelt es sich um einen mesomorphen Hemikryptophyten. Artemisia dracunculus ist plurienn-pollakanth, ein Pflanzenexemplar blüht und fruchtet mehr als einmal in ihrem Leben, sie ist also ausdauernd.
Die Blütezeit reicht von August bis September. Blütenökologisch handelt es sich um Windblumen, genauer um Windblütler, die gelegentlich Insektenbesuch erhalten. Artemisia dracunculus ist gynomonözisch, das bedeutet weibliche und zwittrige Blüten befinden sich auf einem Pflanzenexemplar. Die zwittrigen Blüten sind proterandrisch, dabei sind zuerst männlichen später weiblichen Blütenorgane fertil. Es ist kein Nektar als Belohnung für Bestäuber vorhanden. Die Bestäubung erfolgt meist durch den Wind. Blütenbesucher sind kurzrüsselige Bienen, Syrphiden, Käfer und Fliegen.
Die Schließfrucht ist eine Achäne. Die Achänen sind die Diasporen. Die Ausbreitung der Diasporen erfolgt durch Klett- und Klebausbreitung auf der Oberfläche von Tieren (Epichorie) und durch den Wind (Anemochorie).

## Vorkommen
Artemisia dracunculus ist in Osteuropa, Asien und Nordamerika von Kanada bis Mexiko verbreitet.
In Osteuropa findet man Estragon als Wildpflanze; dorthin soll er jedoch schon vor langer Zeit aus dem Fernen Osten gelangt sein. Die seltenen Vorkommen Österreichs beschränken sich auf Ruderalflächen im Burgenland und in Wien.
Die ökologischen Zeigerwerte nach Landolt et al. 2010 sind in der Schweiz: Feuchtezahl F = 2+w+ (frisch aber stark wechselnd), Lichtzahl L = 3 (halbschattig), Reaktionszahl R = 3 (schwach sauer bis neutral), Temperaturzahl T = 5 (sehr warm-kollin), Nährstoffzahl N = 4 (nährstoffreich), Kontinentalitätszahl K = 4 (subkontinental).

## Systematik
Artemisia dracunculus wurde 1753 von Carl von Linné in Species Plantarum, Tomus II, S. 849 erstveröffentlicht. Das Artepitheton dracunculus bedeutet „Drachen“. Synonyme für Artemisia dracunculus L. sind Artemisia aromatica A.Nelson, Artemisia changaica Krasch., Artemisia dracunculina S.Watson, Artemisia dracunculoides Pursh, Artemisia glauca Pall. ex Willd., Artemisia inodora Willd., Artemisia pamirica C.Winkl., Artemisia redowskyi Ledeb., Artemisia simplicifolia Pamp., Oligosporus changaicus (Krasch.) Poljakov, Oligosporus dracunculus (L.) Poljakov und Oligosporus pamiricus (C.Winkl.) Poljakov.
In China und angrenzenden Gebieten gibt es etwa fünf Varietäten:
- Artemisia dracunculus var. changaica (Krasch.) Y.R.Ling (Syn.: Artemisia changaica Krasch.): Sie kommt in der Mongolei und in den chinesischen Provinzen Gansu, Ningxia, Qinghai sowie Xinjiang vor.[3]
- Artemisia dracunculus L. var. dracunculus (Syn.: Artemisia aromatica A.Nelson, Artemisia cernua Nutt., Artemisia desertorum var. macrocephala Franch., Artemisia dracunculiformis Krasch., Artemisia dracunculoides Pursh, Artemisia glauca var. cernua (Nutt.) Bush, Artemisia glauca var. dracunculoides (Pursh) Bush, Artemisia glauca var. magacephala B.Boivin, Artemisia inodora Willd. nom. illeg., Artemisia nutans Fraser ex Pursh nom. illeg., Artemisia redowskyi Ledeb., Artemisia simplicifolia Pamp., Artemisia dracunculus var. inodora Besser, Artemisia dracunculus var. pratorum Krasch., Artemisia dracunculus var. redowskyi (Ledeb.) Turcz. ex Ledeb., Artemisia dracunculus var. wolfii Rydb.): Sie ist auf der Nordhalbkugel weitverbreitet.[3]
- Artemisia dracunculus var. pamirica (C.Winkler) Y.R.Ling & Humphries (Syn.: Artemisia pamirica C.Winkl.): Sie kommt in Zentralasien in Tadschikistan, Afghanistan, im westlichen Pakistan, westlichen Tibet und in den chinesischen Provinzen westliches Xinjiang sowie Qinghai vor.[3]
- Artemisia dracunculus var. qinghaiensis Y.R.Ling: Sie wurde 1988 erstbeschrieben. Dieser Endemit gedeiht an gestörten Standorten und an Straßenrändern in Höhenlage von 2500 bis 3500 Metern nur im östlichen sowie nördlichen Teil der chinesischen Provinz Qinghai.[3]
- Artemisia dracunculus var. turkestanica Krasch.: Sie kommt in Zentralasien nur in Kasachstan sowie Xinjiang vor.[3]

## Nutzung
Handelsüblicher frischer oder getrockneter Estragon (auch pharmazeutisch als Herba dracunculi, von lateinisch Dracunculus für Estragon) stammt aus landwirtschaftlichem Anbau, der am deutschen und österreichischen Markt vorrangig aus den Balkanländern und den Niederlanden kommt.
Traditionell verwendet man die jungen Triebe oder die Laubblätter, die mehrmals im Jahr geerntet werden können, zum Würzen. Die Blätter haben ein leichtes Anisaroma. Da der Gehalt an würzenden ätherischen Ölen kurz vor der Blüte am höchsten ist, werden die 20 bis 30 Zentimeter langen Triebspitzen zu diesem Zeitpunkt abgeschnitten.

### Anbau
Der infertile „Französische Estragon“ (sogenannte Varietät Artemisia dracunculus var. sativa), als Synonym auch „Deutscher Estragon“ genannt, muss vegetativ vermehrt werden und ist frostempfindlich. Die Vermehrung erfolgt durch Wurzelteilung im Frühjahr und Ableger im Sommer. Es wird auch die Samen produzierende Form „Russischer Estragon“ (sogenannte Varietät Artemisia dracunculus var. inodora) angebaut, die Temperaturen bis −10 °C verträgt; sie besitzt wegen des geringeren Gehalts an ätherischem Öl jedoch kaum Estragon-Aroma. Auch eine phytochemische Charakterisierung zeigt deutliche Unterschiede im Flavonoid-Fingerprint.

### Nutzung als Gewürz
Estragon wird zur Aromatisierung von Essig und Senf, zum Würzen von eingelegten Gurken, von Geflügel, Reis oder gekochtem Fisch sowie bei der Saucen- und Marinadenherstellung (z. B. Sauce béarnaise), außerdem zum Würzen von Salat, Quark, Kräuterbutter und Suppen verwendet. Neben Petersilie, Schnittlauch und Kerbel gehört Estragon zu der klassischen französischen Kräutermischung Fines herbes.
In Georgien ist Tarchuna, eine Estragonlimonade, ein verbreitetes Erfrischungsgetränk. In Slowenien wird Estragon in einer Variante der traditionellen Heferolle, genannt Potica, verwendet.

### Geschichte
Im alten Ägypten wurden während der Herrschaft der Pharaonin Hatschepsut von 1490 bis 1468 vor Christus Parfums und Duftöle sehr geschätzt und tausende Kilogramm verschiedener Pflanzenarten (darunter auch Estragon) destilliert, um daraus Duftöle herzustellen. Das Duftöl wurde anschließend in den ägyptischen Tempeln verbrannt. Dabei hatten die Pflanzen, aus denen die Duftöle hergestellt wurden, jeweils eine andere Bedeutung, je nachdem welcher Gottheit sie zugeordnet wurden. Die Götterstatue Isis wurde mit dem Parfumöl der Estragonpflanze bedeckt. Wenn die Gottheit Isis um einen Gefallen gebeten werden sollte, wurde das Duftöl des Estragons als Opferdarbietung verbrannt.
Estragon (regional Bertram, nicht zu verwechseln mit dem Deutschen Bertram) gilt als das einzige traditionelle deutsche Küchengewürz, das von den Römern noch nicht verwendet wurde. Die ältesten Hinweise über seine Verwendung stammen aus dem zweiten vorchristlichen Jahrtausend aus China. Die antiken Griechen kannten Estragon als drakos (Schlange, Drache) und nutzten es für Zaubereien. Von dort übernahmen es die Araber als طرخون tarchun, DMG ṭarḫūn und würzten damit ihre Speisen. Laut Schuhbeck et al. entstand daraus der Trivialname „Drakonkraut“. Im Nahen Osten wird Estragon erstmals Mitte des 12. Jahrhunderts erwähnt, die erste Erwähnung im Abendland gibt es beim Genuesen Simon Ianuensis Ende des 13. Jahrhunderts.

### Estragon in der Pflanzenheilkunde

Strukturformel von Estragol – Ein umstrittener Inhaltsstoff des Estragons

Da Estragon Estragol enthält, von dem vermutet wird, dass es für den Menschen cancerogen und erbgutschädigend ist, soll laut dem Bundesinstitut für gesundheitlichen Verbraucherschutz und Veterinärmedizin sein Verzehr auf die Küchenzubereitung beschränkt bleiben.
Dem widersprechen allerdings medizinische Studien, die selbst ein 100- bis 1000-faches des typischen Konsums als ungefährlich einschätzen.
Estragon soll verdauungs- und gallenflussfördernd sowie harntreibend wirken und enthält viel Kalium. Im Vergleich beider Formen zeigt sich beim Russischen Estragon ein etwa vier- bis fünfmal höherer Natriumanteil. Es wurde als Heilpflanze bei Wassersucht, Nierenträgheit, bei Appetitlosigkeit, Magenschwäche und Blähungen gebraucht. Als Hausmittel soll Estragonöl Rheuma und Muskelkrämpfe lindern und in Form einer Essenz oder in Blattform gegen Schluckauf wirken. All diese dem Estragon zugeschriebenen Eigenschaften sind allerdings nicht belegt.
Neuere Studien konnten eine antibakterielle Wirkung von Estragol und anderen ätherischen Ölen, die in Estragon enthalten sind, gegen Salmonella Typhimurium und Staphylococcus aureus nachweisen. Diese Inhaltsstoffe könnten als Alternative zu Antibiotika Anwendung finden.
Inhaltsstoffe: Ätherische Öle (Estragol, Phellandren, Ocimen), Flavonoide, Gerbstoffe und Bitterstoffe. Estragon enthält außerdem geringe Mengen des Benzodiazepins Delorazepam. Die enthaltenen Mengen sind jedoch so gering, dass sie pharmakologisch nicht relevant sind.

## Etymologie
Der Begriff Estragon stammt von arabisch طرخون tarchun, DMG ṭarḫūn bzw. طرخوم tarchum, DMG ṭarḫūm und persisch ترخون tarchun, DMG tarḫūn ab. Zur Zeit der Kreuzzüge kam der Begriff dann nach Europa; im 13. Jahrhundert erschien das Wort im Mittellateinischen vorerst in medizinischen Texten in der Abwandlung Tarcon, woraus sich seit 1592 das spanische Taragona bildete.
Weitere Nennungen gibt es im Rumänischen (Tarhon), Türkischen (Tarhun), Ungarischen (Tárkony), Sizilianischen (Straguni), im Neapolitanischen (Stregoni) und im Venezianischen (Erba Stragon). Im Französischen bildete sich ab 1564 Estragon, im Spanischen ab 1762 Estragón, woraus sich auch die deutsche Bezeichnung herleitet. Weitere Abwandlungen des Namens finden sich in der malaiischen Sprache bzw. indonesischen Sprache mit Tarragon und in der finnischen Sprache mit Rakuuna.
Eine andere Version besagt, dass der Name sich vom lateinischen Wort draco (= Drache oder Schlange) ableite; die wissenschaftliche Bezeichnung der Pflanze lautet Artemisia dracunculus. Man glaubte früher, die Blätter würden Bisse von Giftschlangen heilen. Der davon abgeleitete dänische Trivialname ist Dragon.
Im deutschsprachigen Raum wurden oder werden für diese Pflanzenart, zum Teil nur regional, auch die folgenden weiteren Trivialnamen verwandt: Biertram (Siebenbürgen), Drachant (Zürich), Dragon (Pommern, Hamburg), Dragackel, Dragunten (Unterweser), Eierkraut, Fieferkrott (Siebenbürgen), Kaisersalat (Thüringen), Traben und Zittwerkraut.